# Lastnosti vode

Voda (H2O) je polarna spojina, ki je pomembno topilo za polarne molekule v kemiji in je znana kot "univerzalno topilo" saj ima sposobnost, da se v njej raztopijo številne snovi  že pri sobni temperaturi. To je tekočina brez okusa in vonja ,skoraj brezbarvna s kančkom modre. Le-to pogosto najdemo v trdni, tekoči in plinasti obliki v naravi.
Voda ima vodikove vezi in je močno polarna. To polarnosti omogoča, da ione ločuje v soli in močno veže na druge polarne snovi, kot so alkoholi in kisline, ki jih tako raztapljajo. Vodikove vezi povzročajo lastnosti, da ima trdna oblika manjšo gostoto kot tekoča oblika, relativno visokim vreliščem 100°C za njegovo molsko maso in visoko toplotno kapaciteto.
Voda je amfoterna, kar pomeni, da je hkrati kislina in baza, ki ga proizvajata H+ in OH- ion. Ta ureja koncentracijo H+ in OH- ionov v vodi.

## Oblike vode
Voda je na voljo v različnih oblikah - v trdnem stanju je znana kot led, ki ima lahko več kristalnih oblik. Ultra hitro ohlajena voda lahko preide v amorfno stanje. Plinasta voda je znana kot vodna para. Tekoči fazi rečemo enostavno voda.
Nad kritično temperaturo (647 K in 22,064 MPa),  se voda nahaja v superkritičnih razmerah, ko molekule vode tvorijo grozde, ki se obnašajo kot tekoča faza in plavajo v parni fazi.
Težka voda je voda, v kateri je atom vodika prisoten samo kot izotopov devterij. Po kemičnih in fizikalnih lastnostih je skoraj identičen 'navadni` vodi. Najbolj znano uporabo težke vode srečamo, ko se le-ta obnaša kot moderator v jedrskih reaktorjih.

## Vsestranska snov

### Voda v vesolju
Voda je na voljo v medzvezdnih oblakov v naši galaksiji, Rimski cesti. Menijo, da je voda v velikih količinah tudi v drugih galaksijah, ker sta njena sestavna dela vodik in kisik med najbolj razširjenimi elementi v vesolju.

### Voda na zemlji
Vodni ciklus, ali hidrološki cikel se nanaša na stalno izmenjavo vode med hidrosfero in atmosfero, talnih voda, površinskih voda, podzemnih voda in rastlin.
Približna količina vse vode na Zemlji je 1,36 milijarde km³. Od tega:
- 1,320,000,000 km³ oz. 97,2%, voda v morjih in oceanih
- 25000000 km³ oz. 1,8% je v ledenikih ali polarni led.
- 13.000.000 oz. 0,9% podtalnice.
- 250.000 km³ oz. 0,02% sladke vode (jezera, reke ...).
- 13,000 oziroma 0,001% se nahaja v atmosferi v obliki vodne pare.

Tekoča voda je na voljo v vodnih telesih, kot so oceani, morja, jezera, reke, potoki. Največji del vode na Zemlji je v obliki morske vode. Prisotnost vode v atmosferi najdemo tako v tekoči obliki kot v parni obliki. Prav tako pa obstaja v obliki podtalnice.
Čeprav pod normalnimi pogoji voda doseže vrelišče pri 100 ° C, najdemo v naravi pogoje pri katerih voda zavre pri 400 ° C (voda, pregreta z vulkansko aktivnostjo v oceanskih globinah) ali komaj 70 ° C (pri vrhu Monteveresta).

### Voda v industriji
Voda se razen kot kemično topilo, uporablja tudi v številnih industrijskih procesih in napravah, kot so parne turbine in izmenjevalci toplote. Izpust neprečiščene vode iz industrijskih obratov predstavlja onesnaževanje. Onesnaževanje je lahko kemično (v vodi, so ostanki kemičnih onesnaževal) ali toplotno (reka je pregreta in ogroža ekosistem v njej). Industrija potrebuje relativno čiste vode za svoje procese in zato uporablja različne metode in tehnike čiščenja tako za oskrbo kot izpust vode.